# Ferocactus emoryi
Ferocactus emoryi är en kaktusväxtart som först beskrevs av Georg George Engelmann, och fick sitt nu gällande namn av Charles Russell Orcutt. Ferocactus emoryi ingår i släktet Ferocactus och familjen kaktusväxter.

## Underarter
Arten delas in i följande underarter:
- F. e. covillei
- F. e. emoryi
- F. e. rectispinus

## Bildgalleri

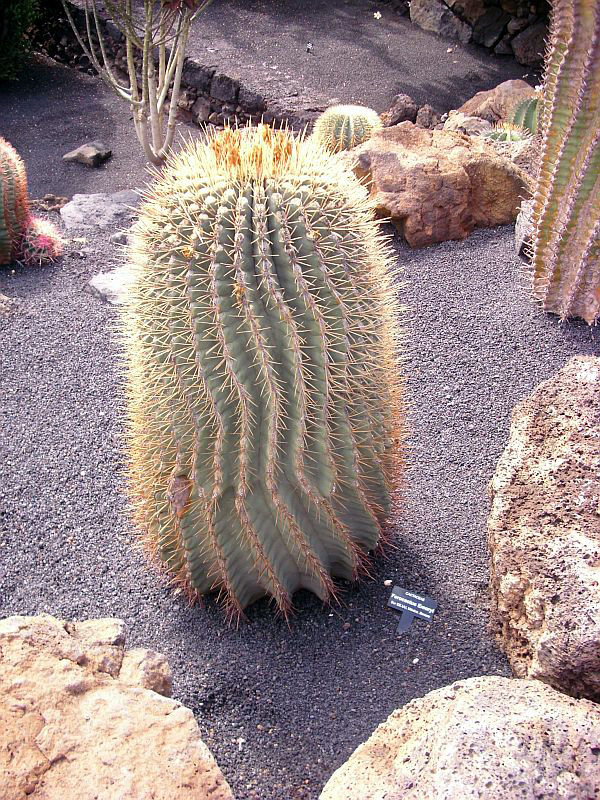
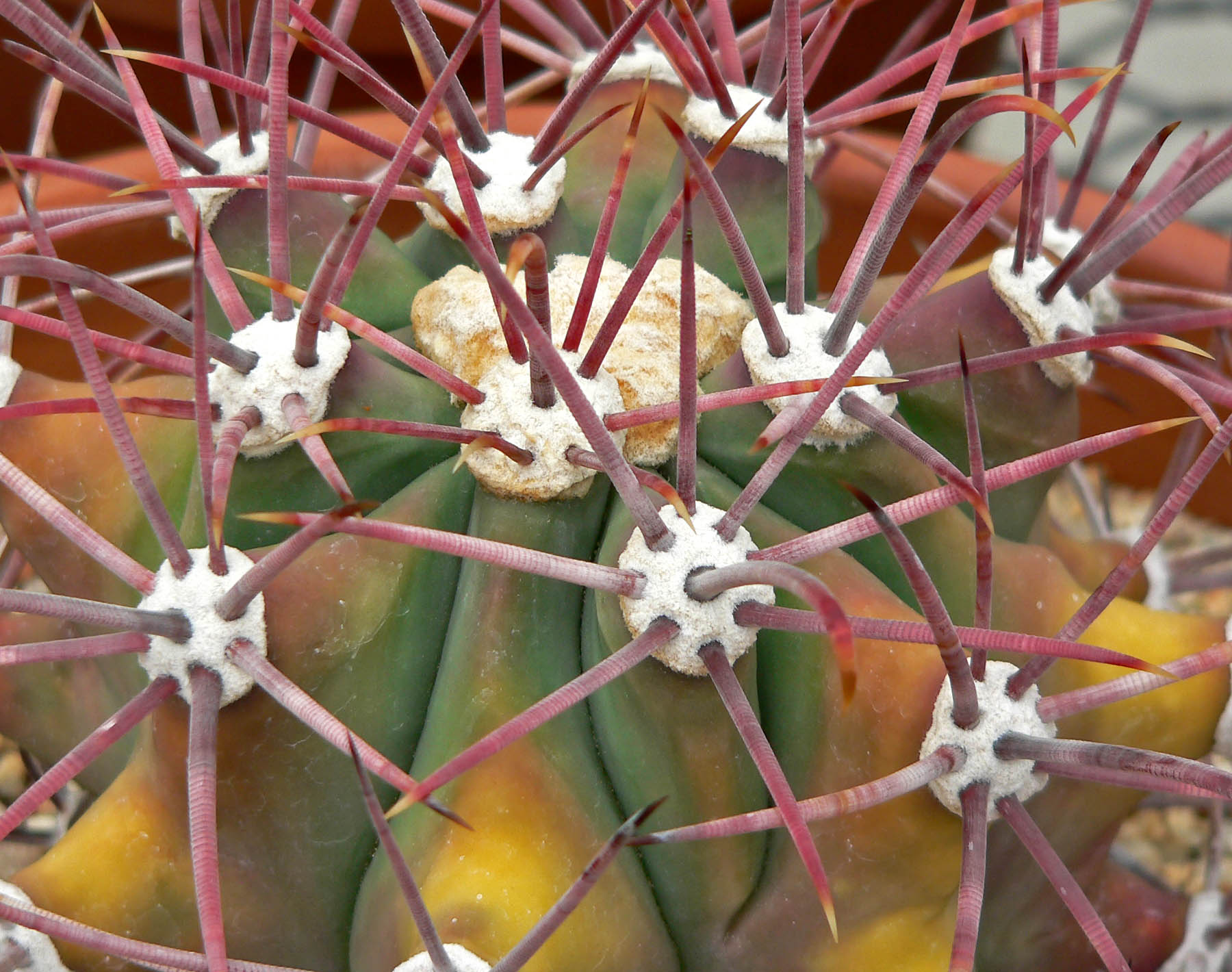
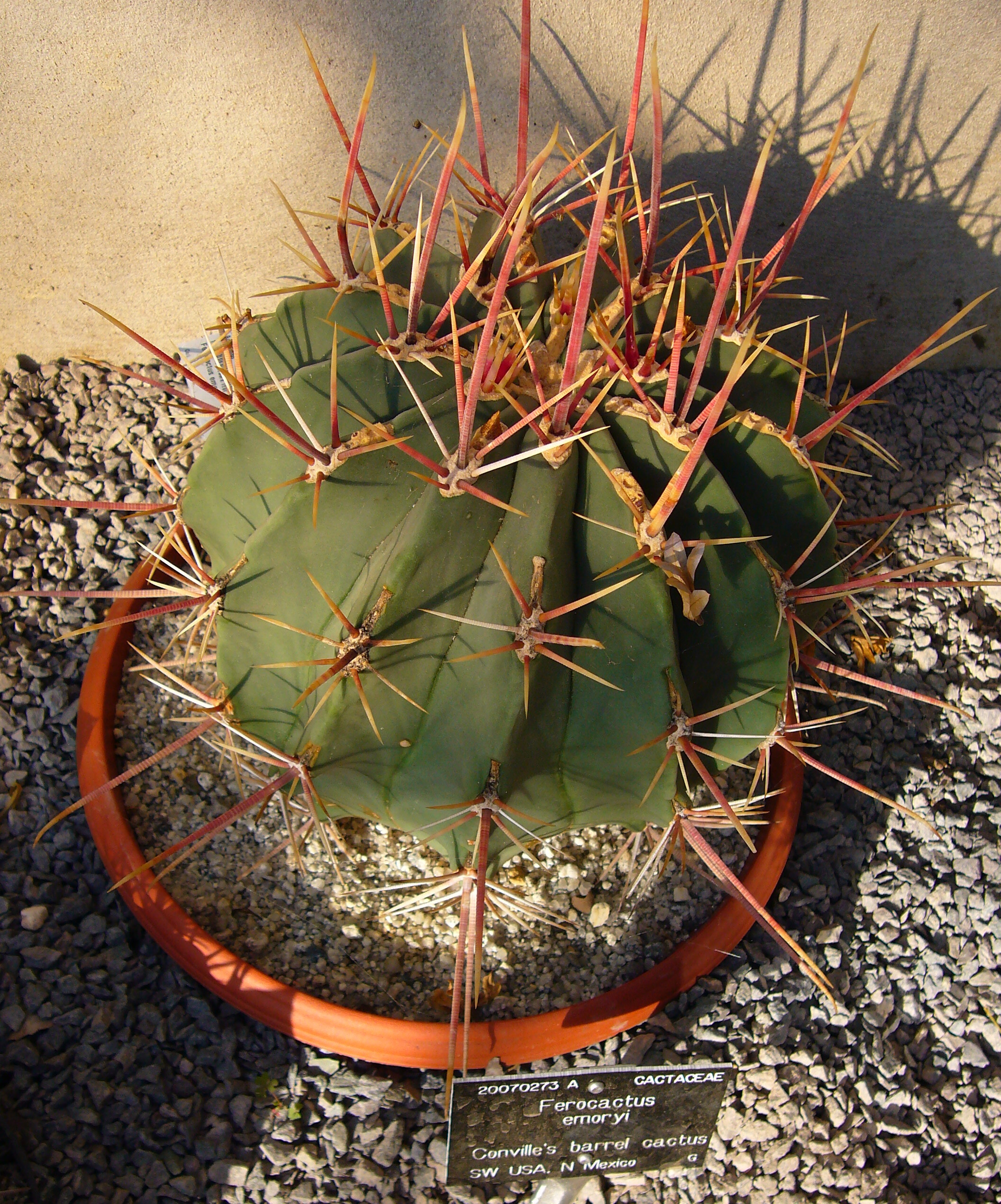
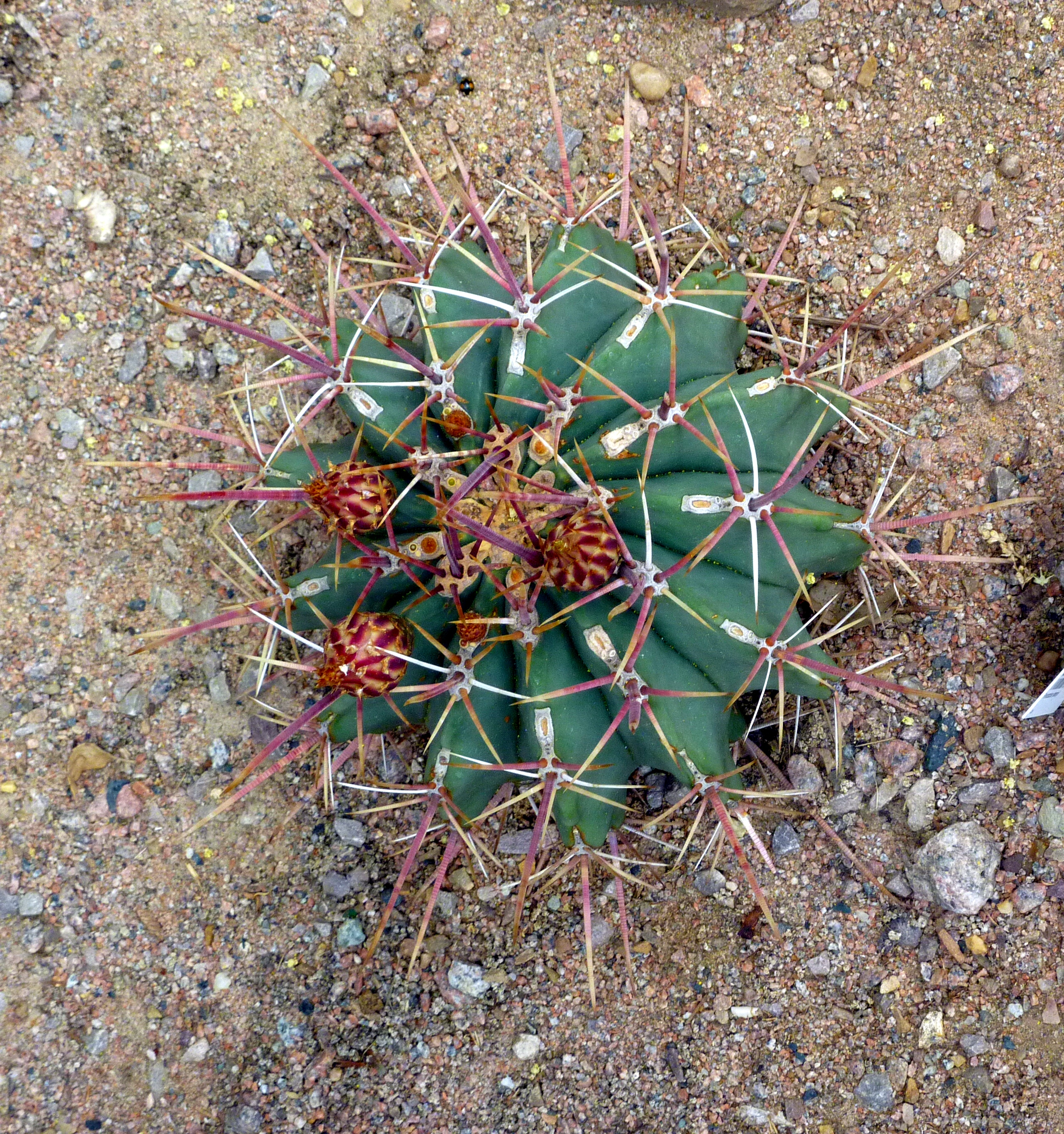
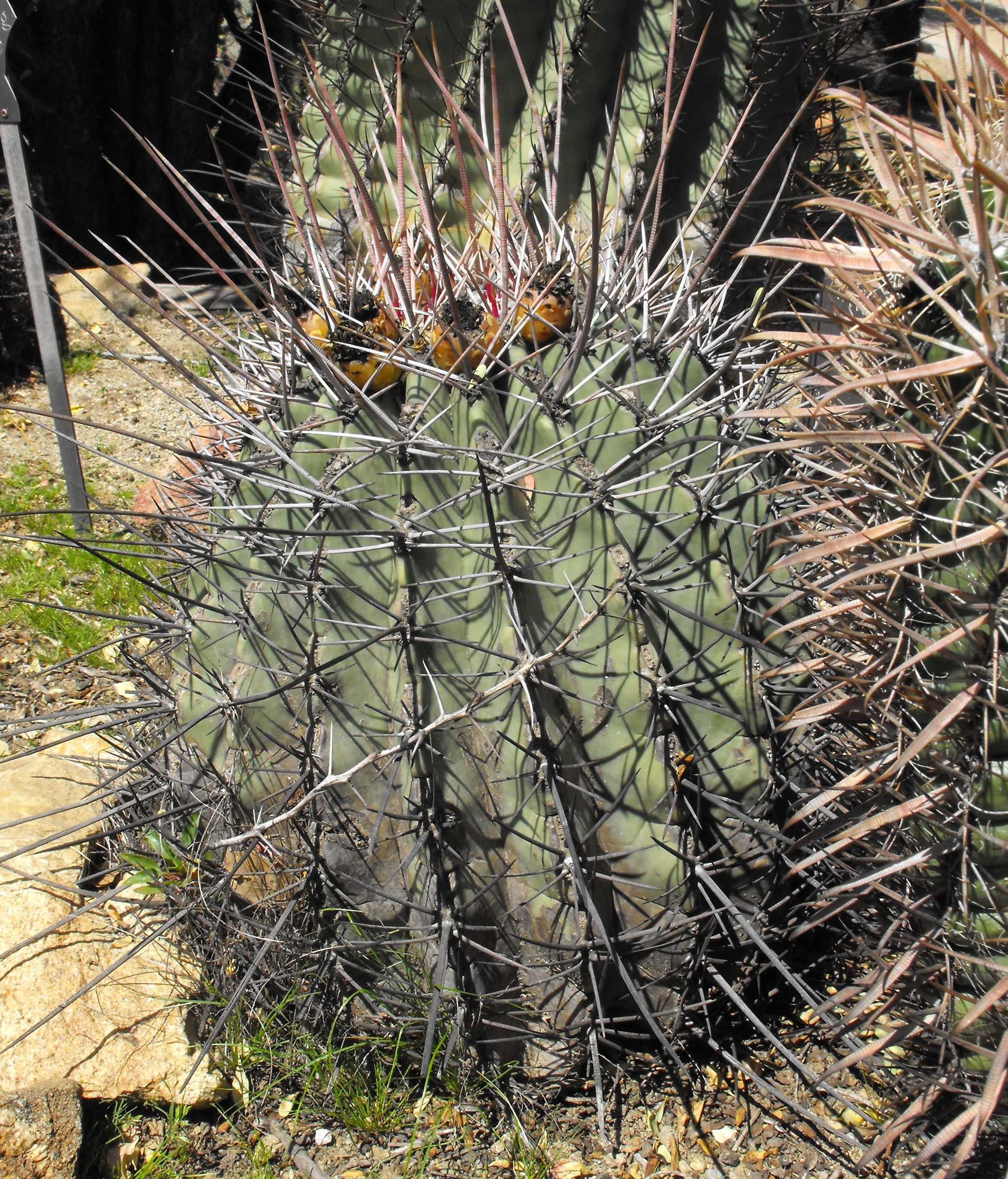
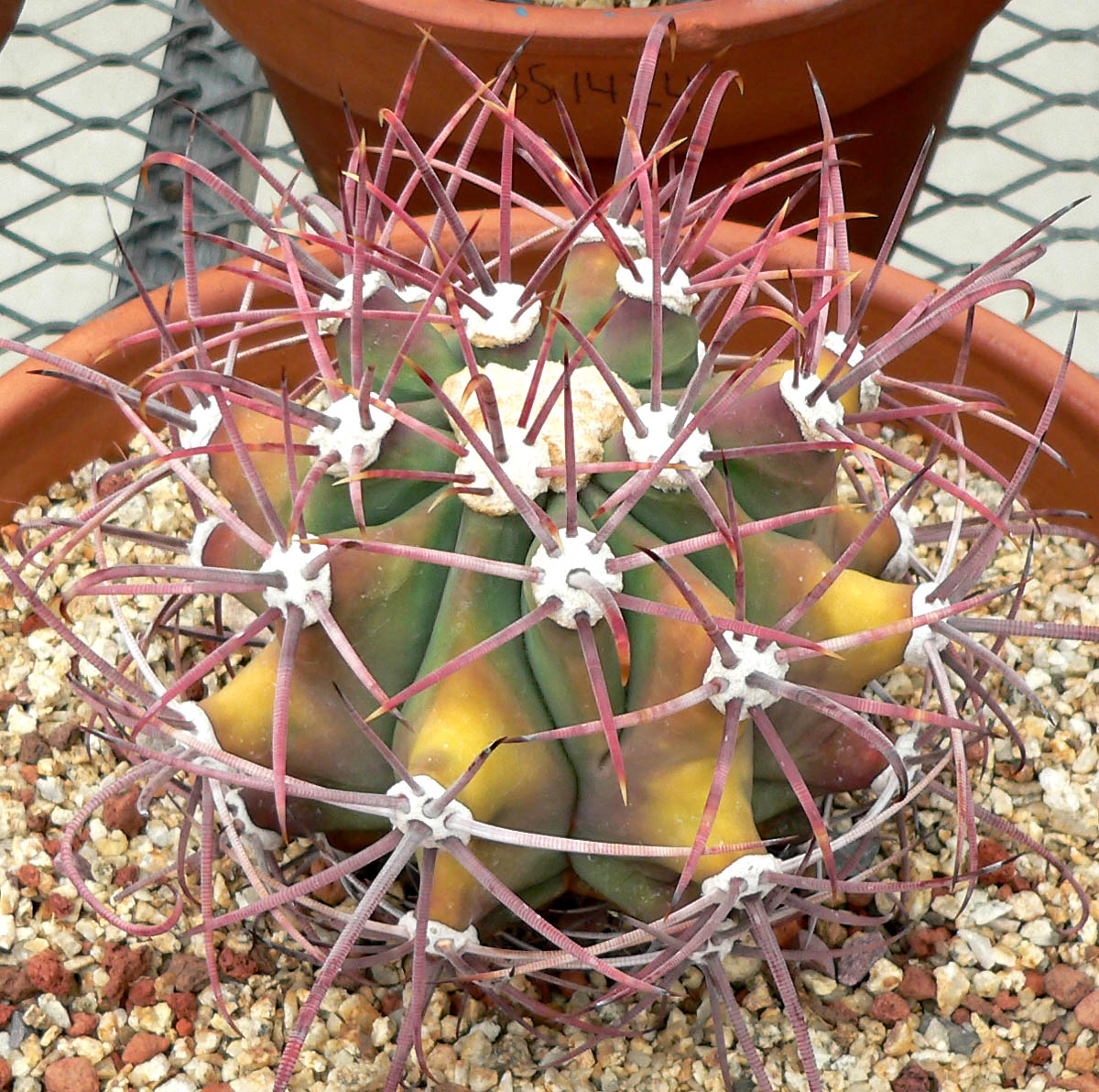